# Rosy Loyola y Castillo
Rosy Loyola y Castillo es una promotora e investigadora cultural mexicana. Filósofa de formación es fundadora y creadora del primer festival de un tipo de pintura efímera conocida como street painting en México, el Festival Bella Vía. Actividad que se lleva a cabo en México desde el año 2004, en lugares significativos del espacio público de las ciudades, y es considerada un arte en expansión.

## Festival Bella Vía
Es un espacio de arte urbano que reúne a numerosos pintores callejeros, madonnari, quienes dedican a colorear el asfalto de calles y plazas con temas variados que van desde la creación propia, hasta el muralismo, pasando por el Pop Art, el estilo renacentista o la escuela mexicana, entre otros. Durante el mes de octubre en Monterrey, Nuevo León, es usual toparse con reproducciones en la calle de obras maestras de Leonardo, Rafael, Botticelli, Giotto, Caravaggio o Miguel Ángel.
En el 2007 se realizó una reproducción de la bóveda central de la Capilla Sixtina, con la participación de 8 maestros madonnari, 9 qualificati y 40 aprendices, quienes trabajaron por 6 días en un área de 150 metros cuadrados.
Los ganadores del festival tienen la posibilidad de asistir a su vez a otros festivales street painting tales como el de San Rafael en California o el de Mantua en Italia.
- Datos: Q5841015